# Stone City (Iowa)
Stone City es un lugar designado por el censo ubicado en el condado de Jones en el estado estadounidense de Iowa. En el Censo de 2010 tenía una población de 192 habitantes y una densidad poblacional de 41,14 personas por km².

## Geografía
Stone City se encuentra ubicado en las coordenadas 42°6′20″N 91°21′1″O / 42.10556, -91.35028. Según la Oficina del Censo de los Estados Unidos, Stone City tiene una superficie total de 4.67 km², de la cual 4.52 km² corresponden a tierra firme y (3.11%) 0.15 km² es agua.

## Demografía
Según el censo de 2010, había 192 personas residiendo en Stone City. La densidad de población era de 41,14 hab./km². De los 192 habitantes, Stone City estaba compuesto por el 97.92% blancos, el 1.04% eran afroamericanos, el 0% eran amerindios, el 1.04% eran asiáticos, el 0% eran isleños del Pacífico, el 0% eran de otras razas y el 0% pertenecían a dos o más razas. Del total de la población el 0% eran hispanos o latinos de cualquier raza.